# Ліндсі (Естонія)
Ліндсі (ест. Lindsi), також Лінтсі, Сайміще — село в Естонії, входить до складу волості Меремяе, повіту Вирумаа.